# 恶魔的饱食
《恶魔的饱食》（日语：悪魔の飽食）是日本作家森村诚一于1980年代创作的一系列纪实文学作品。该系列书揭露了第二次世界大战期间日本在中国进行的非人道人体实验（主要由关东军防疫给水部，即通称的731部队实施）的罪行，最初连载于日本共产党机关报《赤旗》，并于1981年11月由光文社出版。次年，该书与续篇《续·恶魔的饱食》一同成为1982年日本畅销书。《赤旗》记者下里正树参与了该书的调查与编写工作。
《续·恶魔的饱食》出版后引发争议，原因是人们发现书中部分被标注为“日军人体实验”的照片经证实与实际内容无关。此事导致该书被停印并重新修订。之后出版社删除了问题照片并推出修订版。该系列第三部于1983年（昭和58年）由角川书店以“角川小说”丛书单行本形式出版。2014年（平成26年），KADOKAWA又推出了电子书版本。

## 成书历史

### 第1部
《恶魔的饱食》是作家森村诚一与日本共产党机关报《赤旗》（现《新闻赤旗》）记者下里正树共同调查后撰写的著作，书中详细记载了关东军731部队进行的生物武器研究及人体实验情况。该作品第一部于1981年（昭和56年）在《赤旗》日报版连载，第二部于1982年（昭和57年）在《赤旗》周日版连载，后由光文社将两部作品结集出版为单行本。
森村诚一与下里正树此前因在《赤旗》连载作品《通缉令》（指名手配）而结识。随后森村在《赤旗》连载小说《死亡容器》（死の器），其中首次涉及731部队题材。森村表示，《恶魔的饱食》的创作动机源于读者主动提供的731部队相关线索。他以一名前731部队队员的来电为突破口，通过层层人脉展开深入调查，预计能够获取大量未曾公开的机密信息。随着资料不断积累，原计划在小说《死亡容器》中呈现的内容已超出预期范围，遂决定另撰纪实作品。对以推理小说见长的森村而言，这是他“首次尝试纪实文学创作”。相关调查费用均来自其代表作《人性的证明》的版税收入。 
需要说明的是，《恶魔的饱食》并非首部揭露731部队生物武器研究及人体实验的著作。早在1970年，作家吉村昭就发表了《细菌》，该书后改名为《跳蚤与炸弹》（蚤と爆弾）。TBS電視台也分别于1975年和1976年播出了由导演吉永春子制作的电视专题片《恶魔的731部队》（魔の731部隊）及其续集，片中采访了该部队前成员，他们亲口承认曾参与人体实验。此外，1981年（昭和56年）5月，学者常石敬一已在海鸣社出版了《消失的细菌战部队》（消えた細菌戦部隊）。
森村诚一在创作《恶魔的饱食》期间，还完成了以731部队受害者为主题的推理小说《新·人性的证明》的写作。这部小说作为《人性的证明》的续作，以当年从731部队手中侥幸逃脱的中国女子杨君里远赴日本寻找女儿却忽然中毒身亡为发端，从而引出了731部队当年的罪恶内幕。

### 《续·恶魔的饱食》
继1981年11月《恶魔的饱食》出版后，森村诚一与下里正树合著的《续·恶魔的饱食》于1982年7月由光文社发行。该书在前作的基础上补充发掘了更多新材料，从多种角度全面揭露731部队在战后如何撤退、与美国达成的幕后交易等。出版后，该书依旧引发巨大反响，但却出乎意料的因误用不实照片（写真誤用）引发争议，导致回收停印，后经修订重新出版。

#### 因照片造假问题而停止出版与再次出版
《续·恶魔的饱食》收录了据称由前731部队成员“人物A”提供的照片，并在书中以“新发现资料”的名义刊载在卷首。1982年9月，经证实其中部分照片实为20世纪初满洲地区鼠疫疫情等与731部队无关的历史影像。值得注意的是，此时该书与前作已共同跻身畅销书行列。森村诚一后续解释称：“在由前部队成员提供的、用于《续·恶魔的饱食》的照片资料中，混入了与731部队完全无关的影像——这些照片实际记录的是1910年（明治43年）至次年在中国东北地区爆发的鼠疫疫情惨况。”在1982年10月森村与A共同出席的记者会上，A承认曾将照片所附的说明文字涂改后提供给森村。据森村与光文社方面解释，提供者A与731部队负责人石井四郎的亲属存在关联，且问题照片曾经过多名前731队员鉴定，当时均被认定为真实资料。森村后表示：“由于真实照片中被混入了伪造影像，我们当时确实难以辨别真伪”。
据《日本經濟新聞》报道，这一问题的曝光源于东京一位从事地方史研究的公司职员，其在旧书店偶然发现了载有相同照片的相册。继《日本经济新闻》之后，《產經新聞》与《讀賣新聞》也相继报道了照片误用事件，并因此要求森村承担责任。
在森村诚一承认错误后，光文社随即在报刊刊登致歉声明，同时要求书店召回已售书籍，并宣布将出版修订版。此后，森村应光文社要求提交了事件说明文稿，但因双方意见相左，森村于12月前正式向光文社提出停止出版的要求。最终，删除问题照片后的《恶魔的饱食》第三部，以及第一部、第二部的修订版，改由角川书店重新出版。  
角川书店社长角川春樹事后回忆此事时表示：“比起内容本身的是非对错，更重要的是作者是森村诚一先生这一事实。我们认为若向这种威胁屈服，日本出版自由将面临倒退，因此坚持出版了该书”。据称，由于出版这部作品，角川书店也曾遭到右翼活动人士的冲击。
《日本经济新闻》将此次事件的相关独家报道申报了1983年度日本新闻协会奖评选（最终落选）。

### 第3部
前两部作品主要侧重于加害者的证言。在完成第2部后，森村诚一认为仅仅从加害者角度去写是不完整的，因此又实地访问了731部队旧址并采访了当年曾在731部队中做苦力人的幸存者。将这些材料整理后，作者完成了《恶魔的饱食·第三部》，并于1983年由角川书店出版。

## 反应、评价和批评
《恶魔的饱食》出版后，先后在深夜电视节目《今夜》和《11PM》中被推介，起初在年轻读者中引起关注，随后广泛传播至各年龄层，并在国际社会引发强烈反响。以此为开端，关于731部队的各类著作相继问世，呈现出多元化的观点与立场。
大映公司（现属KADOKAWA集团）曾在书籍成功后立刻就筹划将其搬上银幕，并指派山本萨夫执导。虽已就赴中国及原满洲地区取景事宜与中方达成协议，但因山本导演猝然离世，项目陷入停滞。后拟由佐藤纯弥在完成电影《空海》后接棒执导，最终未能实现。
另一方面，据森村诚一本人所述，因出版本书及前述照片误用问题，他屡遭日本右翼团体骚扰——包括街头宣传车的公开辱骂、恶意骚扰电话，甚至遭遇窗户被投石等暴力行为。为此，警方不得不在其住宅部署了警戒人员。
历史学家江口圭一在家永教科书诉讼案出庭作证时，对《恶魔的饱食》三部曲给予高度评价，指出该著作基于前731部队队员证言、现存记录分析及实地调查，“其史料之丰富、实证之严谨，远超一般纪实作品水准，堪称一流学术著作”。关于照片误用问题，他认为通过修订版删除问题照片已妥善解决，“丝毫未影响全书内容的可信度”。而历史学者秦郁彦虽承认731部队进行细菌战研究及人体实验的事实，却评价该作品“混淆了小说虚构与纪实文学的界限”。据秦氏分析，照片误用事件引发的社会关注反而促使在世的731部队干部为澄清事实而开口发声，史学界也加速发掘美国保存的官方文件及731部队相关档案，使得“森村事件后数年间，关于731部队的学术研究取得很大进展”。
作家北方谦三评价该作具有堪比《活出意義來》的细节翔实度。评论家山本七平指出“按纪实文学标准，若存在任何一处虚假就应全盘质疑其可信度”，并质疑书中除照片问题之外内容的真实性。评论家斋藤美奈子虽肯定《恶魔的饱食》通过“KAPPA NOVELS”这类大众媒体揭露731部队的重大意义，但也指出书中存在“戏剧化表达”和“过度渲染”的倾向。
筑波大学历史人类学系前教授中川八洋在《正论》杂志撰文指出，该作品并非“纪实文学作品”，而应归类为“政治宣传小说”。

## 翻译与改编
- 该著作存在以下多语种译本：繁体中文版《惡魔的飽食》（1982年）[49]；简体中文版《恶魔的盛宴》、《魔鬼的乐园》[50]及《食人魔窟》（1984年）[51]；朝鮮語版《악마의 731 부대외마루따》（恶魔的731部队与“马路大”，1989年）[52]。
- 应神户市政府（日语：神戸市役所）中心合唱团委托，由作者森村诚一亲自创作歌词，池边晋一郎（日语：池辺晋一郎）负责诗歌改编与作曲的混声合唱组曲《恶魔的饱食》完成创作[53]，并于1984年进行首演[54]。乐团在东京演出时曾遭到右翼分子的恐吓[39]。1998年乐团曾到中国哈尔滨和沈阳演出，并于2005年8月世界反法西斯战争，也是中国人民纪念抗日战争胜利六十周年之际在南京和北京公演[39]。

## 书目信息
| 书名简称 | 出版社   | 书系                   | 书名               | 副标题                                                 |
| -------- | -------- | ---------------------- | ------------------ | ------------------------------------------------------ |
| 第1部    | 光文社   | KAPPA NOVELS           | 恶魔的饱食         | “关东军细菌部队”恐怖的全貌！长篇纪实                   |
| 第1部    | 角川书店 | 角川文库               | 新版 恶魔的饱食    | 日军细菌战部队 恐怖的真相                              |
| 第2部    | 光文社   | KAPPA NOVELS纪录片系列 | 续·恶魔的饱食      | “关东军细菌战部队”迷的战后史——一本令人震惊的非虚构书籍 |
| 第2部    | 角川书店 | 角川文库               | 新版 续·恶魔的饱食 | 731部队恐怖的完整故事！                                |
| 第3部    | 角川书店 | 角川小说               | 恶魔的饱食 第三部  |                                                        |
| 第3部    | 角川书店 | 角川文库               | 恶魔的饱食 第三部  |                                                        |
| 笔记     | 晩声社   |                        | 《恶魔的饱食》笔记 |                                                        |
| 再无     | 晩声社   |                        | 再无恶魔的饱食     |                                                        |

### 第1部
- 森村誠一.  . カッパ・ノベルス. 光文社. 1981. ISBN 978-4-334-02451-2 （日语）. - 插入图1张。
- 森村誠一. . 角川文庫 5422. 角川書店. 1983-06-02. ISBN 978-4-04-136565-6 （日语）. - 插入图1张。
- 森村誠一.  . 角川文庫 Kindle版. KADOKAWA. 2012-10-01. ASIN B009GPM8LE （日语）.

### 笔记
- 森村誠一.  . 晩声社. 1982. ISBN 978-4-89188-110-8 （日语）. - 関東軍防疫給水部略歴：pp.230-235。

### 第2部
- 森村誠一.  . Kappa novels ドキュメントシリーズ 続. 光文社. 1982. ISBN 4-334-02477-7 （日语）. - 「続」編の副書名：「関東軍細菌戦部隊」謎の戦後史衝撃のノンフィクション。
- 森村誠一. . 角川文庫 5476 続. 角川書店. 1983-08-03. ISBN 978-4-04-136566-3 （日语）. - 「続」編の副書名：第七三一部隊の戦慄の全貌!
  - 森村誠一.  . 角川文庫 続 改訂新版. 角川書店. 1994. ISBN 978-4-04-136566-3 （日语）. - 修订后新版。
- 森村誠一.  . 角川文庫 続 Kindle版. KADOKAWA. 2014-01-08. ASIN B00HEB8XSE （日语）. - 「続」編の副書名：第七三一部隊の戦慄の全貌!

### 第3部
- 森村誠一.  . カドカワノベルズ 第3部. 角川書店. 1983. ISBN 978-4-04-770299-8 （日语）. - 正、続の出版者：光文社。
- 森村誠一. . 角川文庫 6110 第3部. 角川書店. 1985-07-30. ISBN 978-4-04-136573-1 （日语）. - 插入图1张：関東軍防疫給水部本部施設全図。
- 森村誠一.  . 角川文庫 第3部 Kindle版. KADOKAWA. 2014-01-08. ASIN B00HEB8X20 （日语）.

### 再无
- 森村誠一.  . 晩声社. 1984. ISBN 978-4-89188-131-3. NCID BN05047721 （日语）.

## 脚注
注释
1. ↑  译文参考自《中国题材日本文学史》[55]。
2. ↑  译文参考自《中国题材日本文学史》[23]。

参考来源
1. 1 2 3 4  澤村修治 (2019)，第180頁.
2. ↑  株式会社ローソンエンタテインメント. . HMV&BOOKS online.   [2025-04-10]. （原始内容存档于2023-08-26） （日语）.
3. 1 2 3  湯浅俊彦 (1990)，第195頁.
4. 1 2 3  関眞興 (2022)，第1945頁.
5. ↑  森村 (2012)
6. ↑  森村 (2014a)
7. ↑  森村 (2014b)
8. ↑  . www.kochinews.co.jp.   [2025-04-10]. （原始内容存档于2025-04-10） （日语）.
9. ↑  管理人. . 森村誠一公式サイト - 著書リスト.   [2025-04-10]. （原始内容存档于2025-04-10） （日语）.
10. 1 2 3  . . 晩聲社. 1982年. ISBN 978-4891881108 （日语）.
11. 1 2 3 4 5  管理人. . 森村誠一公式サイト.   [2025-04-10] （日语）.
12. ↑  柳田邦男 (1982)，第66頁.
13. ↑  森村誠一 (2015)，第162頁.
14. ↑  , 吉村昭記念文学館,   [2024-11-06], （原始内容存档于2024-12-22）
15. ↑  米倉律 (2019)，第209-225頁.
16. ↑  常石 (1981)
17. ↑  常石 (1989)
18. ↑  常石 (1993)
19. 1 2  中島誠「森村誠一／偉大な｢悪魔の飽食｣から遁走するベストセラー作家」、『現代の眼』1982年12月
20. ↑  管理人. . 森村誠一公式サイト - 著書リスト.   [2025-04-10]. （原始内容存档于2025-04-10） （日语）.
21. ↑  王向远 (2021)，第419頁.
22. ↑   . 朝日新聞夕刊. 1982年8月14日 （日语）.
23. 1 2 3  王向远 (2021)，第417頁.
24. ↑  王向远 (2021)，第417-418頁.
25. 1 2 3 4   . 日本経済新聞朝刊. 1982年9月15日: 23 （日语）.
26. ↑   . 朝日新聞朝刊. 1982年10月10日 （日语）.
27. ↑   . 朝日新聞朝刊. 1982年9月16日: 22 （日语）.
28. ↑   . 日本経済新聞朝刊. 1982年9月16日: 23 （日语）.
29. ↑  文藝春秋 (2009)，第340頁.
30. ↑   . 朝日新聞東京夕刊. 1982年9月17日: 15 （日语）.
31. ↑   . 毎日新聞. 1982年12月2日: 14 （日语）.
32. ↑  清田義昭 (1983)，第277頁.
33. ↑  森村 (1983a)
34. ↑  森村 (1983b)
35. ↑  森村 (1983c)
36. ↑  森村 (1985)
37. 1 2  伊藤彰彦. .  . 毎日新聞出版. ISBN 978-4620327105 （日语）.
38. ↑  新聞研究 (1983)，第65頁.
39. 1 2 3 4 5  王向远 (2021)，第418頁.
40. 1 2  映画情報 (1983)，第74頁.
41. ↑  管理人. . 森村誠一公式サイト - 著書リスト.   [2025-04-10]. （原始内容存档于2024-06-18） （日语）.
42. ↑  森村誠一 (2015)，第163頁.
43. ↑  . 歴史の理論と教育 （日语）.
44. 1 2  秦郁彦 (1993)，第362-363頁.
45. ↑  森村誠一 (1985)，第310頁.
46. ↑   . 読売新聞朝刊. 1982年10月5日 （日语）.
47. ↑  斎藤美奈子 (2020)，第210-215頁.
48. ↑  中川八洋 (2002)，第276-287頁.
49. ↑  . 国立国会図書館サーチ（NDLサーチ）. 2025-04-09  [2025-04-10]. （原始内容存档于2025-05-17） （日语）.
50. ↑  田中明 & 江田いづみ (1989)，第619(207)-628(216)頁.
51. ↑  . search.worldcat.org.   [2025-04-10] （英语）.
52. ↑  . search.worldcat.org.   [2025-04-10] （韩语）.
53. ↑  . 「悪魔の飽食」をうたう東京合唱団.   [2025-04-10]. （原始内容存档于2025-04-10）.
54. ↑  . 毎日新聞.   [2025-04-10]. （原始内容存档于2022-04-04） （日语）.
55. ↑  王向远 (2021)，第416頁.